# 冰山

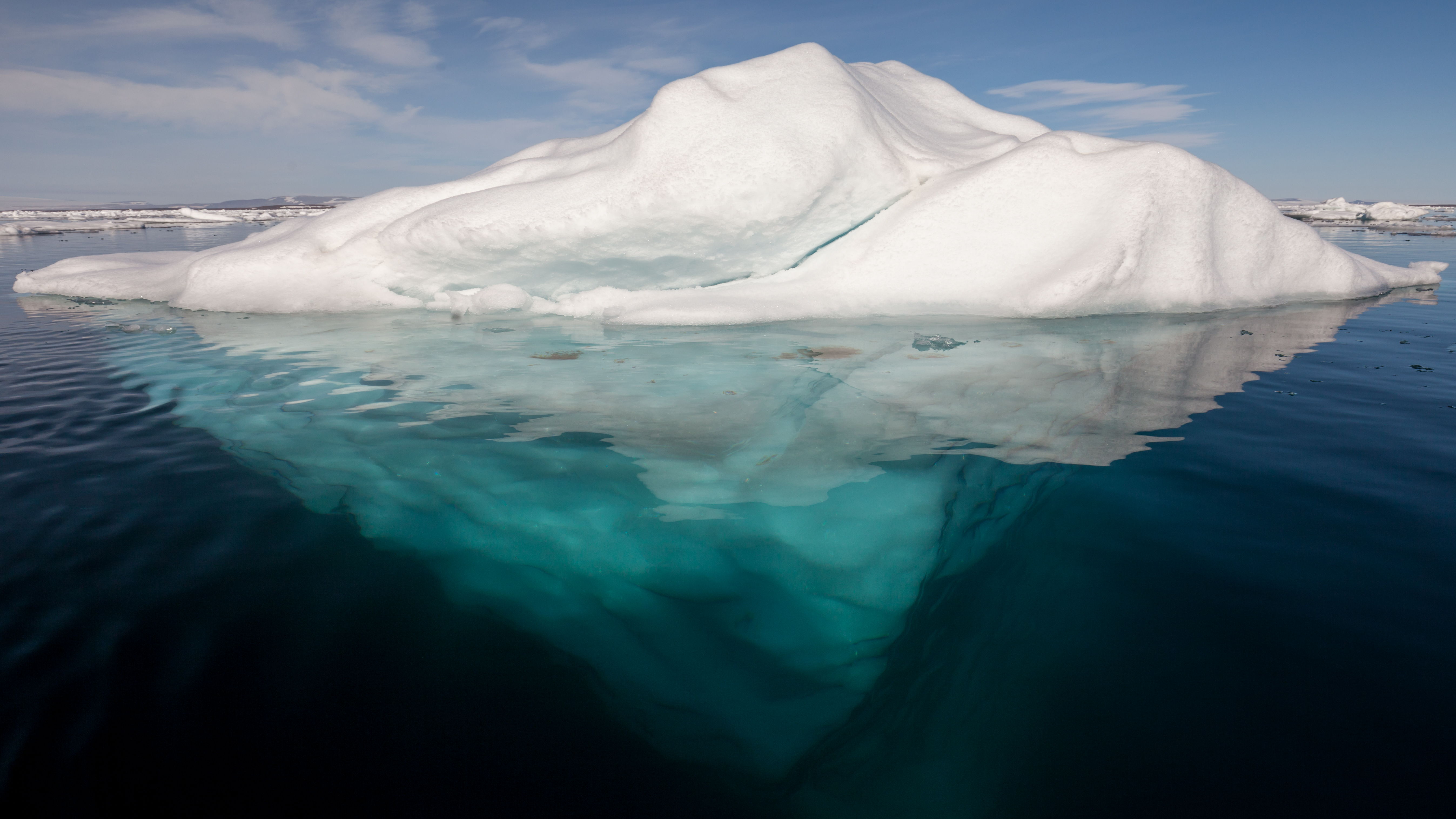
北冰洋上的一座小型冰山，可見其沒入水裡的部分比露出水面的部分要多上許多

冰山是一块大若山川的冰，脱离了陸上的冰川或冰架，並漂浮在廣闊的水面上。由於冰山質地結實堅硬、體積大，與船擦撞時常導致船難，其中較著名的有1912年所發生的泰坦尼克号（RMS Titanic）船難。
由於冰山容易造成海上作業的危險，目前已經組成國際冰山巡邏隊來監測世界冰山的動向，各國也有相關的監測系統。

## 詞源
冰山的英語是借譯自荷蘭語的ijsberg，其字面上的意思是“冰山”。ijsberg 同源到丹麥語的、德語的、低地德語的Iesbarg以及挪威和瑞典語的Isberg。

## 概述

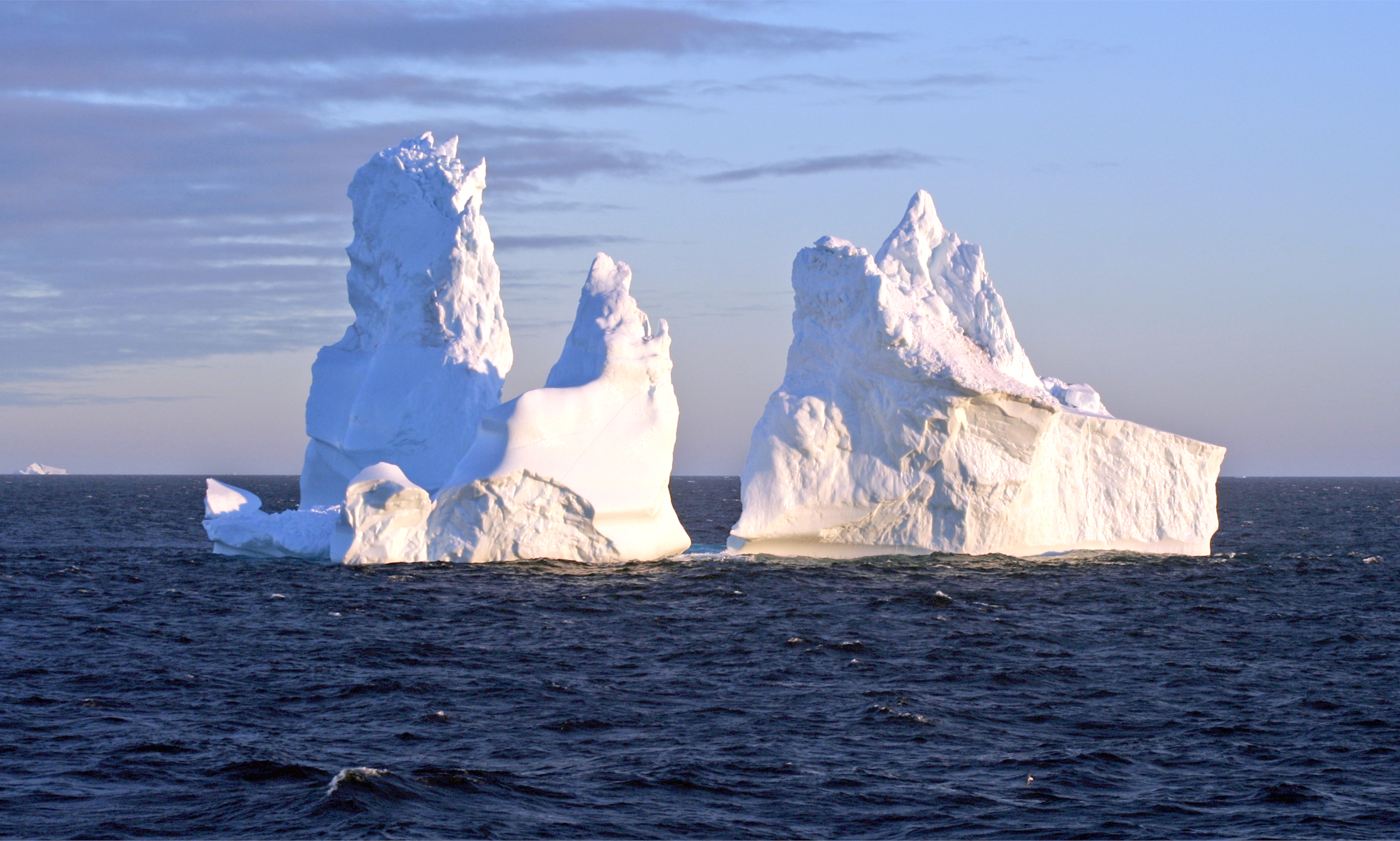
一座漂浮在格陵蘭島海面上的冰山

冰山多為純水结冰形成。冰的密度約為917kg/m3，而海水的密度約為1025kg/m3，依照阿基米得定律我們可以知道，自由漂浮的冰山約有90%體積沉在海水表面下。因此看着浮在水面上的形状并猜不出水下的形状。這也是為何有冰山一角一說來形容嚴重的問題只顯露出表面的一小部分。

## 分類

### 尺寸

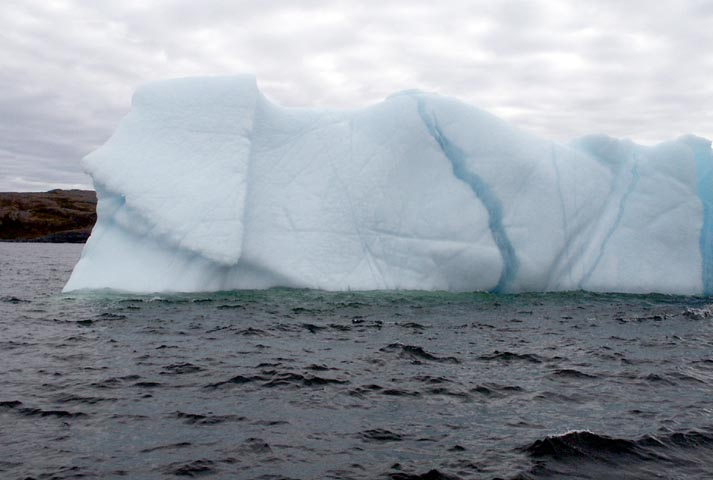
紐芬蘭的冰山

目前國際上對於冰山的尺寸和大小分類的依據主要是使用國際冰巡邏隊所設計的分類表：
| 大小分類 | 高度                   | 長度                     |
| -------- | ---------------------- | ------------------------ |
| 極小     | 小於1（3.3英尺）       | 小於5（16英尺）          |
| 較小     | 1-5米（3.3-16英尺）    | 5-15米（16-49英尺）      |
| 小       | 5-15米（16-49英尺）    | 15-60米（49-200英尺）    |
| 中       | 15-45米（49-148英尺）  | 60-120米（200-390英尺）  |
| 大       | 45-75米（148-246英尺） | 120-200米（390-660英尺） |
| 特大     | 超過75（246英尺）      | 超過200（660英尺）       |

## 監測
南极、北極、五大湖和切薩皮克灣一帶的冰情由美國国家冰中心监测。目前唯一有組織編號的是南極一帶的冰山，有一边长于10英里的冰山都有一个名字，用一个字母起头，加上排号数字。字母指定冰山来源的地区：
- A – 0°到西经90°
- B –西经90°到180°
- C – 东经90°到180°
- D – 0°到东经90°

## 來源
1. ↑  Numerous definitions of the word "Iceberg" （页面存档备份，存于） URL accessed December 20, 2006.
2. ↑  Kornishin, Konstantin A; Efimov, Yaroslav O; Gudoshnikov, Yury P; Tarasov, Petr A; Chernov, Alexey V; Svistunov, Ivan A; Maksimova, Polina V; Buzin, Igor  V; Nesterov, Alexander V. . International Journal of Offshore and Polar Engineering. 2019-12-01, 29 (4): 400–407  [2022-02-17]. ISSN 1053-5381. doi:10.17736/ijope.2019.jc768. （原始内容存档于2021-05-01）.
3. ↑  Online Etymology Dictionary. iceberg （页面存档备份，存于）. URL accessed March 29, 2006.
4. ↑  .   [2010-11-04]. （原始内容存档于2011-01-13）.
5. ↑  Antarctica shed a 208-mile-long berg in 1956 （页面存档备份，存于）, originally reported in the Polar Times, vol. 43, page 18.
6. ↑  Ice, Weather, and Sea Surface Temperature Reports （页面存档备份，存于）, URL accessed January 14, 2009
7. ↑  .   [2010-11-04]. （原始内容存档于2011-06-05）.
8. ↑  .   [2010-11-04]. （原始内容存档于2010-08-23）.